# I век до н. э.
I (пе́рвый) век до на́шей э́ры по пролептическому юлианскому / юлианскому календарю (с 1 января 45 года до н. э.) — век с 1 января 100 года до н. э. по 31 декабря 1 года до н. э. Это 10-й век 1-го тысячелетия до н. э. Ему предшествовал II век до н. э., за ним следовал I век нашей эры. Закончился 2025 лет назад.

## События

### Древний Рим
- 90—88 годы до н. э. — Союзническая война на территории Италии.
- 88 год до н. э. — вступление в Рим войск Луция Корнелия Суллы и Квинта Помпея Руфа.
- 87 год до н. э. — осада Рима и вступление в него войск Луция Корнелия Цинны и Гая Мария.
- 83—82 годы до н. э. — Гражданская война в Древнем Риме (83—82 до н. э.).
- 82—79 годы до н. э. — диктатура Луция Корнелия Суллы.
- 74—71 годы до н. э. — восстание Спартака.
- 63 год до н. э. — Заговор Катилины.
- 60 год до н. э. — создание первого триумвирата с участием Гая Юлия Цезаря, Гнея Помпея Магна и Марка Лициния Красса.
- 52 год до н. э. — Париж захвачен римлянами и впервые упоминается в «Записках о галльской войне» Гая Юлия Цезаря, который назвал его Лютецией и сообщил, что он расположен на острове на реке Сена и там живёт галльское племя паризиев.
- 49—45 годы до н. э. — Гражданская война в Древнем Риме (49—45 до н. э.).
- 44 год до н. э., 15 марта — убийство Гая Юлия Цезаря.
- Римская республика становится Римской империей.

### Азия
- 69 год до н. э. — Битва при Тигранакерте.
- 53 год до н. э. — Битва при Каррах, смерть Марка Лициния Красса.

### Ближний Восток
- 30 год до н. э. — 40 год н. э. — постройка храма Каср эль-Бинт Фираун (храм Душары) в городе Петра.
- 4 год до н. э. — Смерть Ирода Великого в Иерусалиме.
- Создание Хазнеха — древнейшей сокровищницы города Петра.

### Африка
- 47 год до н. э. — сгорела Александрийская библиотека.

## Важные персоны

### Европа

#### Римские политики
- Марк Порций Катон Младший.
- Марк Туллий Цицерон, также писатель.
- Луций Сергий Катилина, также глава заговора против республики.

#### Римские политики и полководцы
- Гай Юлий Цезарь.
- Луций Корнелий Сулла.
- Марк Антоний.
- Гней Помпей Великий.
- Марк Лициний Красс.
- Марк Юний Брут.

#### Римские поэты
- Гораций.
- Овидий.
- Публий Вергилий Марон.

#### Другие
- Гай Цильний Меценат.
- Тит Лукреций Кар, римский философ.
- Тит Ливий, римский историк.
- Спартак, гладиатор и руководитель крупнейшего восстания рабов.
- Витрувий (Десять книг об архитектуре).

### Африка
- Клеопатра VII Египетская, царица Египта.
- Птолемей XIII Египетский.

### Азия
- Митридат VI Евпатор, понтийский царь.
- Тигран II Великий, царь Великой Армении.

### Китай.
- У-ди, император династии Хань.
- Сюань-ди, император династии Хань.